# Дери
Вижте пояснителната страница за други значения на Дери.
Дѐри (на английски: Derry; на ирландски: Doire – „дъбова горичка“, или Doire Cholm Chille), официално Лондондѐри (Londonderry – Ландъндери) е град в Северна Ирландия, 2-рият по население след регионалната столица Белфаст. Административен център на район Дери Сити в графство Ландъндери.

## География
Намира се в северозападната част на Северна Ирландия. Отстои на около 110 km северозападно от Белфаст. Разположен е около устието на река Фойл при нейното вливане в езерото Лох Фойл.
Населението му е от 83 652 жители според данни от преброяването през 2001 г. Градът е риболовен център, има химическа и текстилна промишленост, крайна железопътна гара, летище и пристанище.

## История
Селището е основано около 546 г. Градът е известен с Кървавата неделя – инцидент на 30 януари 1972 г., при който много протестиращи за граждански права са застреляни от британски войници.

## Спорт
Представителният футболен клуб на града е „Дери Сити“. Неговият отбор е дългогодишен участник в Северноирландската премиър лига.

## Личности
- Джон Хюм (р. 1937) – северноирландски политик